# Copa Palestina de Naciones 1972
La Copa Palestina de Naciones 1972 (en árabe: 1972 كأس فلسطين‎) fue la primera edición de este torneo de fútbol a nivel de selecciones nacionales que se jugó del 1 al 14 de enero y que contó con la participación de 9 selecciones del mundo árabe.
Egipto venció al anfitrión Irak en Bagdad para ser el primer campeón del torneo.

## Participantes
| - Argelia - Egipto - Irak (anfitrión) | - Kuwait - Libia - Palestina | - Catar - Yemen del Sur - Siria |

## Fase de grupos

### Grupo A
| País   | J | G | E | P | GF | GC | GD | Pts |
| ------ | - | - | - | - | -- | -- | -- | --- |
| Irak   | 3 | 2 | 1 | 0 | 6  | 1  | +5 | 5   |
| Egipto | 3 | 1 | 2 | 0 | 3  | 1  | +2 | 4   |
| Kuwait | 3 | 1 | 0 | 2 | 4  | 7  | –3 | 2   |
| Libia  | 3 | 0 | 1 | 2 | 3  | 7  | –4 | 1   |

| Equipo 1 | Resultado | Equipo 2 |
| -------- | --------- | -------- |
| Irak     | 0-0       | Egipto   |
| Kuwait   | 3-2       | Libia    |
| Libia    | 0-3       | Irak     |
| Kuwait   | 0–2       | Egipto   |
| Irak     | 3–1       | Kuwait   |
| Egipto   | 1–1       | Libia    |

### Grupo B
| País          | J | G | E | P | GF | GC | GD  | Pts |
| ------------- | - | - | - | - | -- | -- | --- | --- |
| Siria         | 4 | 4 | 0 | 0 | 8  | 3  | +5  | 8   |
| Argelia       | 4 | 3 | 0 | 1 | 9  | 2  | +7  | 6   |
| Yemen del Sur | 4 | 2 | 0 | 2 | 5  | 7  | –2  | 4   |
| Palestina     | 4 | 1 | 0 | 3 | 9  | 9  | 0   | 2   |
| Catar         | 4 | 0 | 0 | 4 | 5  | 15 | -10 | 0   |

| Equipo 1      | Resultado | Equipo 2      |
| ------------- | --------- | ------------- |
| Argelia       | 2-0       | Palestina     |
| Siria         | 1-0       | Yemen del Sur |
| Argelia       | 3–0       | Catar         |
| Siria         | 3–0       | Palestina     |
| Catar         | 2-3       | Siria         |
| Yemen del Sur | 2-1       | Palestina     |
| Siria         | 1-0       | Argelia       |
| Yemen del Sur | 1–0       | Catar         |
| Argelia       | 4-1       | Yemen del Sur |
| Palestina     | 7–1       | Catar         |

## Fase Final
|  | Semifinales   | Semifinales |   |             | Final        | Final |  |
|  |               |             |   |             |              |       |  |
|  |               |             |   |             |              |       |  |
|  | 12 de enero   |             |   |             |              |       |  |
|  | Irak          | 2           |   |             |              |       |  |
|  | Argelia       | 0           |   |             |              |       |  |
|  |               |             |   |             |              |       |  |
|  |               |             |   |             | 14 de enero  |       |  |
|  |               |             |   |             | Irak         | 1     |  |
|  |               | Egipto      | 3 |             |              |       |  |
|  |               |             |   |             |              |       |  |
|  |               |             |   |             |              |       |  |
|  |               |             |   |             | Tercer lugar |       |  |
|  | 12 de enero   | 12 de enero |   | 13 de enero | 13 de enero  |       |  |
|  | Egipto (t.e.) | 4           |   | Argelia     | 3            |       |  |
|  | Siria         | 2           |   |             | Siria        | 1     |  |

## Campeón
| Copa Palestina de Naciones 1972 |
| ------------------------------- |
| Bandera de Egipto               |
| Egipto 1.º Título               |